# Kap Laird
Kap Laird ist ein felsiges Kap an der Shackleton-Küste der antarktischen Ross Dependency. Es ragt 13 km nordwestlich des Kap May in das Ross-Schelfeis.
Teilnehmer einer von 1960 bis 1961 durchgeführten Kampagne im Rahmen der New Zealand Geological Survey Antarctic Expedition benannten es nach dem neuseeländischen Geologen Malcolm Gordon Laird (1935–2015), der die Rumpffläche oberhalb der Granitkliffs des Kaps untersucht hatte. 